# Acrodon parvifolius
Acrodon parvifolius là một loài thực vật có hoa trong họ Phiên hạnh. Loài này được du Plessis mô tả khoa học đầu tiên năm 1958.